# Tony Pep
Tony Pep (19 april 1964) is een bokser uit New Westminster, Brits-Columbia, Canada. In zijn bokscarrière heeft Pep 42 overwinningen behaald (waarvan 23 behaald door een knockout), 10 verloren en 1 keer remise. 